# 篠塚隆
篠塚 隆（しのづか たかし）は、日本の外交官。宮内庁式部副長や、アトランタ総領事を経て、駐モロッコ特命全権大使。

## 人物・経歴
兵庫県出身。東京大学法学部卒業。1979年外務省入省。総合研究開発機構国際研究交流部長、外務省経済局国際経済第二課長、宮内庁式部副長等を経て、2016年からアトランタ総領事を務め、「慰安婦は金をもらった売春婦だった」とインタビューで述べたとして大韓民国外交部から批判を受けた。2016年にはハンク・アーロンに旭日小綬章を授与。2019年駐モロッコ特命全権大使。